# John Haig & Co Ltd.
John Haig & Co Ltd. ist eine britische Whiskymarke. Der Haig-Whisky gilt heute als älteste Whiskymarke Schottlands.

## Geschichte
Die Geschichte der Destillerie und damit des Unternehmens, dessen Marke noch heute besteht, geht zurück auf das Jahr 1824, als der Unternehmer John Haig in Windygates in den Lowlands die Destillerie Cameronbridge errichtete, um dort Grain Whisky zu brennen. Zu jener Zeit kam auch erstmals Haig Gold Label auf den Markt.
Ab dem Jahr 1939 war der „Haig Gold Label“ der meistverkaufte Scotch Großbritanniens und erreichte 1971 als erster Blended Scotch Whisky die Marke von 1 Mio. verkaufter Kisten pro Jahr.

## Heutige Situation
Heute gehört die Marke zum Getränkekonzern Diageo.